# Bournel
Bournel település Franciaországban, Lot-et-Garonne megyében. Lakosainak száma 252 fő (2022. január 1.). Bournel Montaut, Doudrac, Ferrensac, Mazières-Naresse és Villeréal községekkel határos.

## Népesség
A település népességének változása:
| Lakosok száma | 284  | 237  | 228  | 234  | 249  | 243  | 246  | 253  | 254  | 252  |
|               | 1968 | 1982 | 1990 | 2006 | 2013 | 2015 | 2017 | 2019 | 2020 | 2022 |